# Радочай, Тамара
 Тамара Радочай  (серб. Тамара Радочај; род. 23 декабря 1987, Вршац, Югославия) — сербская профессиональная баскетболистка, выступавшая за национальную сборную Сербии, в составе которой участвовала в чемпионате мира 2014 года в Турции, выиграла чемпионат Европы 2015 года в Венгрии и Румынии плюс стала бронзовым медалистом Олимпийских игр 2016 года в Рио-де-Жанейро. Неоднократный призёр многих международных соревнований в составе молодёжной сборной Сербии. Играла на позиции разыгрывающего защитника.

## Биография
Радочай Тамара воспитанница баскетбольной системы Вршаца. В сезоне 2003/04 состоялся её дебют на профессиональном уровне за местный клуб «Гемофарм», причём уже в 22 года она становится капитаном команды – самый молодой капитан за всю историю команды.
В 2003 году, в составе сборной Сербии и Черногории, она становится чемпионкой Европы среди кадеток, где в финале была повержена сборная Белоруссии, Тамара за 40 минут матча набрала 12 очков и сделала 5 подборов. Через два года снова триумф, но уже в юниорской сборной, сначала в июле «серебро» чемпионата мира (проигрыш в финале сборной США), а затем в августе «золото» чемпионата Европы (в финальном матче против сборной Испании – 2 очка и 1 подбор). В 2007 году «серебро» молодёжного чемпионата Европы, но главное событие случилось через три месяца, когда Тамара дебютировала во взрослой сборной на чемпионате Европы в Италии в матче против сборной Хорватии, за 3 минуты она набрала 1 очко. С тех пор Тамара Радочай является постоянным игроком сборной Сербии, участник чемпионата Европы (2009), Универсиад (2007 и 2009).
Во внутреннем первенстве, в составе «Гемофарма», дела шли блистательно, Тамара выиграла 5 титулов чемпионата Сербии и 6 Кубка Сербии. В 2009 году баскетболистку признали игроком года в Сербии, лучшим защитником и попадание в символическую пятёрку по итогам сезона 2008/09. В 2011 году, перейдя в белградский «Партизан», Радочай снова стала чемпионкой Сербии, выиграла розыгрыш Международной региональной лиги, где её признали MVP турнира.
Следующий сезон (2012/13) у Тамары стал не менее триумфальным, чем предыдущий: попадание в символическую пятёрку Международной региональной лиги, "золото" чемпионата Сербии и признание её в очередной раз MVP первенства.
Летом 2013 года на чемпионате Европы Тамара внесла ощутимый вклад в успешное выступление сборной Сербии, которая неожиданно заняла 4-е место. На площадке Радочай проводила в среднем 27,3 минуты, что является вторым показателем в команде. Через год, на чемпионате мира в Турции, баскетболистка проводит в среднем 22 минуты, при этом имеет второй командный результат по передачам (2,7). Свой ощутимый вклад сербка внесла в матче против сборной Китая, где набрала больше всех очков (19). В 2015 году Тамара играла на чемпионате Европы, и сербская сборная выиграла чемпионат, впервые попав на Олимпийские игры по итогам турнира.

### Статистика выступлений за сборную Сербии
| Сборная        | Сезон  | Место      | Чемпионат | Чемпионат | Чемпионат | Чемпионат |
| Сборная        | Сезон  | Место      | Игр       | Очк       | Подб      | Перед     |
| -------------- | ------ | ---------- | --------- | --------- | --------- | --------- |
| ЧЕ (до 16 лет) | 2003   | 1          | 8         | 9,5       | 2,9       | 1,8       |
| ЧЕ (до 18 лет) | 2004   | 4          | 7         | 0,9       | 1,0       | 0,6       |
| ЧЕ (до 18 лет) | 2005   | 1          | 8         | 4,9       | 1,6       | 2,4       |
| ЧЕ (до 20 лет) | 2007   | 2          | 8         | 9,4       | 2,4       | 2,9       |
| ЧМ (до 19 лет) | 2005   | 2          | 8         | 2,3       | 1,5       | 0,3       |
| ЧЕ             | 2007   | 11         | 4         | 2,8       | 0,5       | 0,5       |
| ЧЕ             | 2009   | 13         | 3         | 5,0       | 1,0       | 1,3       |
| ЧЕ             | 2011** | 3 в группе | 4         | 5,0       | 1,5       | 2,5       |
| ЧЕ             | 2013   | Квалиф. 4  | 8 9       | 7,3 7,6   | 2,4 2,8   | 4,1* 3,2* |
| ЧМ             | 2014   | 8          | 7         | 8,0       | 2,0       | 2,7       |

* - лучший показатель в команде
** - квалификационный раунд

## Командные достижения
- Чемпион Европы среди кадеток: 2003
- Чемпион Европы среди юниорок: 2005
- Серебряный призёр чемпионата мира среди юниорок: 2005
- Серебряный призёр молодёжного чемпионата Европы: 2007
- Победитель Международной региональной лиги: 2012, 2013
- Чемпион Сербии: 2005, 2006, 2007, 2008, 2009, 2012, 2013
- Серебряный призёр чемпионата Сербии: 2010, 2011
- Обладатель кубка Сербии: 2005, 2006, 2007, 2008, 2009, 2010, 2013.